# Agência para a Integração, Migrações e Asilo
A Agência para a Integração, Migrações e Asilo (AIMA) é um instituto público integrado na administração indireta do Estado português, dotado de personalidade jurídica, autonomia administrativa e financeira e de património próprio.
A AIMA possui, segundo o Diário da República, as seguintes atribuições:
Atribuições de natureza técnico-administrativa na concretização de políticas em matéria migratória, como sejam as áreas documental, de gestão de bases de dados, de relacionamento e cooperação com outras instituições e de representação externa, designadamente no âmbito do Espaço Schengen e com as agências europeias de fronteiras e de asilo.
A 6 de abril de 2023, é aprovado em Conselho de Ministros a criação da nova entidade que iria assumir as funções administrativas do Serviço de Estrangeiros e Fronteiras (SEF) e absorve também as funções do Alto Comissariado para as Migrações. 
A 29 de outubro de 2023, com a finalização do processo de extinção do SEF, a AIMA entra oficialmente em funcionamento.

## História

### Antecedentes
Por decreto do rei D. Carlos I, de 29 de agosto de 1893, o Corpo de Polícia Civil de Lisboa é dividido em três secções, sendo uma das quais a Polícia de Inspeção Administrativa, à qual, entre outras funções, competia fazer o controlo dos estrangeiros.
Em 1918, é criada a Polícia de Emigração através do Decreto-Lei n.º 4166 de 27 de abril. A Polícia de Emigração foi responsável pelo controlo das fronteiras terrestres e constituiu-se em uma repartição que funcionou na dependência direta da Direção-Geral de Segurança Pública, o órgão superior da Polícia Cívica.
Em 1928, é criada a Polícia Internacional Portuguesa, com a competência de vigiar as fronteiras terrestres e realizar o controlo dos estrangeiros que permanecem em Portugal. A Polícia Internacional fica a funcionar na dependência da Polícia de Informações, um organismo com a responsabilidade pela segurança do Estado, que virá a ser extinto em 1931.
A Polícia de Internacional deixa a Polícia de Informações em 1930 e passa para a dependência da Polícia de Investigação Criminal, como sua Secção Internacional. Através do Decreto n.º 20 125 de 28 de julho de 1931, a Polícia Internacional Portuguesa volta para o Ministério do Interior, ficando na dependência direta do ministro.
Em 1932, é criada a Secção de Vigilância Política e Social da Polícia Internacional Portuguesa, responsável pela prevenção e combate aos crimes de natureza política e social. Através de Decreto n.º 22 151 de 23 de janeiro de 1933 a Secção de Vigilância Política e Social é transformada na Polícia de Defesa Política e Social, deixando a Polícia Internacional.
Pelo Decreto-Lei n.º 22 992 de 29 de agosto de 1933, a Polícia Internacional Portuguesa e a Polícia de Defesa Política e Social voltam a ser fundidas num único organismo, que passa a ser a Polícia de Vigilância e Defesa do Estado (PVDE). A PVDE inclui a Secção Internacional, que é responsável por verificar a entrada, permanência e saída de estrangeiros do território português, pela sua detenção - caso se trate de elementos indesejáveis -, a luta contra a espionagem e a colaboração com as polícias de outros países.
Em 1945, através do Decreto-Lei n.º 35 046 de 22 de outubro, a PVDE é transformada na Polícia Internacional e de Defesa do Estado (PIDE). À PIDE são atribuídas funções administrativas e funções de prevenção e combate à criminalidade. No âmbito das suas funções administrativas, competia à PIDE a responsabilidade pelos serviços de emigração e passaportes, pelo serviço de passagem de fronteiras terrestres, marítimas e aéreas e pelo serviço de passagem e permanência de estrangeiros em Portugal. No âmbito das suas funções de prevenção e combate ao crime, competia à PIDE fazer a instrução preparatória dos processos crimes relacionados com a entrada e permanência ilegal em Território Nacional, infrações relativas ao regime das passagens de fronteiras, dos crimes de emigração clandestina e aliciamento ilícito de emigrantes e dos crimes contra a segurança interior e exterior do Estado.
A PIDE é extinta em 1969, pelo Decreto-Lei n.º 49 401 de 24 de novembro, sendo criada em sua substituição a Direcção-Geral de Segurança (DGS). A DGS inclui na sua orgânica a Direção dos Serviços de Estrangeiros e Fronteiras, onde é centralizada a responsabilidade pelas suas competências nos setores de estrangeiros e fronteiras.
No próprio dia 25 de abril de 1974, através do Decreto-Lei n.º 171/74, é extinta a Direção-Geral de Segurança. O mesmo decreto-lei atribui à Polícia Judiciária o controlo de estrangeiros em território nacional e à Guarda Fiscal a vigilância e fiscalização das fronteiras. A atribuição daquelas funções à Polícia Judiciária e à Guarda Fiscal constituiu uma solução provisória e de emergência, face à extinção da DGS.
Uma vez que a Polícia Judiciária não estava vocacionada para o desempenho da função de controlo de estrangeiros, logo em maio de 1974, pelo Decreto-Lei n.º 215/74 de 22 de maio, essa função é transferida para o Comando-Geral da Polícia de Segurança Pública (PSP). O Comando-Geral da PSP recebe também as funções de emissão de passaportes para estrangeiros e a emissão de pareceres sobre pedidos de concessão de vistos para entrada no País. A Guarda Fiscal mantém a função de vigilância e fiscalização das fronteiras.
Para a execução daquelas funções, através do Decreto-Lei n.º 651/74 de 22 de novembro, é criada, no Comando-Geral da PSP, a Direção de Serviço de Estrangeiros (DSE).
Em 1976, através do Decreto-Lei n.º 494-A/76, de 23 de junho, a DSE foi reestruturada, passando a designar-se simplesmente "Serviço de Estrangeiros (SE)", sendo dotado de autonomia administrativa, deixando de estar na dependência da PSP e passando a ficar diretamente subordinado ao ministro da Administração Interna.
Através da Portaria n.º 1045/81 de 12 de dezembro, os cargos de diretor e de subdiretor do SE passam a ser equiparados, respetivamente, a diretor-geral e a subdiretor-geral.
O SE é transformado no Serviço de Estrangeiros e Fronteiras (SEF) em 1986, através do Decreto-Lei n.º 440/86, de 31 de dezembro. Ao SEF foram, naquele momento, também atribuídas as funções de controlo de fronteiras. No entanto, uma vez que o SEF ainda não dispunha dos recursos para assegurar esse controlo, a função continuava a ser assegurada provisoriamente pela Guarda Fiscal em cooperação com aquele.
A partir de 1 de agosto de 1991, o SEF começou a operar em todos os postos de fronteira do país, substituindo a Guarda Fiscal.

### Encerramento do SEF e fundação da AIMA
Em 2020, o Governo começou a estudar um modelo para transformar o SEF numa entidade meramente administrativa para concessão de vistos, autorizações de residência e asilo. 
O quadro de inspetores nas diferentes categorias, com cerca de 1.000 elementos, vai ser absorvido por outras entidades — como a PSP, GNR, Polícia Judiciária —, nas vertentes de fiscalização, prevenção e investigação criminal, e para os serviços burocráticos de atribuição de vistos e autorizações de residência, atualmente na alçada do SEF, surge um novo organismo, Agência para a Integração, Migrações e Asilo, na tutela da Secretaria-Geral da Administração Interna.
A 9 de julho de 2021, a proposta do Governo que define a passagem das competências policiais do Serviço de Estrangeiros e Fronteiras (SEF) para a PSP, GNR e Polícia Judiciária, no âmbito da reestruturação do SEF, foi aprovada no Parlamento.
A 20 de outubro de 2021, foi aprovada na especialidade a extinção do SEF e a distribuição das suas competências policiais e administrativas pela PSP, GNR, PJ, Instituto de Registos e Notariado, tal e qual como o Governo pretendia, assim como a criação da Agência para a Integração, Migrações e Asilo.
Contudo, no final de novembro de 2021, foi apresentado na Assembleia da República um projeto-lei da autoria do PS, que estabelece a prorrogação do prazo de extinção do SEF por mais 6 meses, devido ao agravamento da situação de Pandemia de Covid-19. Diploma este que foi aprovado no Parlamento e promulgado pelo Presidente da República. Deixando assim, a concretização, alteração ou revogação da lei anteriormente promulgada nas mãos da próxima composição do Parlamento e do novo governo que sair das eleições legislativas de dia 30 de janeiro de 2022. 
Em Dezembro de 2022, foram assinados protocolos entre as polícias para a efetivar a extinção do SEF. 
A 24 de maio de 2023, o Presidente da República promulgou os diplomas do Governo que estabelecem a criação da AIMA e o regime de transição dos trabalhadores do SEF para a PJ ou AT (dos trabalhadores pertencentes à carreira policial) e para a  AIMA ou para o IRN (dos trabalhadores pertencentes à carreira administrativa). Este diploma foi publicado em Diário da República em maio de 2023.